# Linda Southern-Heathcott
Linda Anne Southern-Heathcott (* 3. Januar 1963 in Calgary) ist eine ehemalige kanadische Springreiterin und die derzeitige Präsidentin von Spruce Meadows, dem größten Reitstall der Welt.
Bei den Olympischen Spielen 1996 in Atlanta startete Southern-Heathcott für Kanada.

## Privates
Linda ist die Tochter des Unternehmer- und Spruce Meadows-Gründerehepaares Ron und Margaret Southern. Auch Lindas Schwester Nancy ist Springreiterin.